# Timoer Mirosjnytsjenko
Timoer Valeriejovytsj Mirosjnytsjenko (Oekraïens: Тімур Валерійович Мірошниченко; Kiev, 9 maart 1986) is een Oekraïense tv-presentator van de  Nationale Televisiemaatschappij van Oekraïne.

## Biografie
Mirosjnytsjenko werd geboren op 9 maart 1986 in Kiev. In zijn studentenjaren was hij lid van de KVN-studentvereniging. Zijn televisiecarrière begon in 2005, toen hij commentator was van het Junior Eurovisiesongfestival 2005, het eerste Junior Eurovisiesongfestival dat werd uitgezonden in Oekraïne. Sinds 2007 is hij tevens de vaste commentator van het Eurovisiesongfestival, als opvolger van Pavlo Sjylko. Hij doet verslag van alle Eurovisie-evenementen voor de Oekraïense nationale televisie. Ook presenteert hij het tv-programma «Як це?» (Hoe dit?) op dit kanaal.
Mirosjnytsjenko was de gastheer van het Junior Eurovisiesongfestival 2009, samen met Ani Lorak. Ook in 2013 was hij gastheer, ditmaal samen met Zlata Ohnevitsj. In 2017 was hij een van de drie presentatoren van het Eurovisiesongfestival 2017 in Kiev.